# Haikyu!!
Haikyu!! (яп. ハイキュー!! хайкю:!!) — спортивная манга про волейбол, созданная Харуити Фурудатэ. Выпускалась с февраля 2012 по июль 2020 года в журнале Weekly Shōnen Jump издательства Shueisha. Впервые история была представлена и опубликована в виде ваншота в журнале Jump NEXT! издательства Shueisha. Всего выпущено 45 томов.
На основе манги были выпущены аниме (сериал и несколько полнометражных фильмов), радиопостановки и компьютерные игры.
В марте 2025 издательство «Азбука» объявило о приобретении лицензии на издании манги на русском языке. Один том российского издания будет содержать два тома японского (последняя книга — три тома).

## Сюжет
Сёё Хината — мальчик, который случайно увидел матч национального чемпионата по телевизору, после чего полюбил волейбол. Хината решил стать похожим на того популярного игрока, которого он увидел по телевизору, из-за его прозвища «маленький гигант», несмотря на свой небольшой рост. Вскоре Сёё организовывает волейбольную секцию в средней школе, где и начинает самостоятельную практику. Из-за отсутствия участников секция превратилась в кружок, но на последнем году средней школы в кружок вступает ещё пятеро человек, и Хината решает создать волейбольную команду и отправиться на турнир. На турнир отправляется команда из трёх первогодок, которые ещё не полностью выучили правила волейбола, двух третьегодок и самого Хинаты. На своём первом турнире команда проигрывает, ведь они играли против школы «Китагава Дайти», известной своей сильной игрой и знаменитым игроком Тобио Кагэямой, который получил прозвище «король площадки». Несмотря на проигрыш, Хината показал свой потенциал и невероятно высокие прыжки в высоту, что заинтересовало Тобио. Не собираясь принимать поражение, Сёё клянётся победить и превзойти Тобио Кагэяму. После перехода в старшую школу «Карасуно» Хината встречает своего соперника. Первые несколько дней у них были очень напряжённые отношения, но потом они нашли общий язык, и их жизнь начала очень быстро меняться в лучшую сторону.

## Персонажи
Сёё Хината (яп. 日向 翔陽 Хината Сё:ё:) — первоклассник старшей школы «Карасуно», играет на позиции центрального блокирующего, делая по большей части касания, а не полноценные блоки. Является «сильнейшей приманкой» Карасуно из-за своих высоких прыжков при небольшом росте. Вначале невзлюбил Кагэяму, испытав при этом трудности со вступлением в команду, но позже они нашли общий язык. После проигрыша команды Сёё в средней школе тренировался с женской волейбольной командой. Несмотря на то, что он ещё новичок и у него нет опыта в официальных играх между волейбольными командами, он стремительно растёт в своих умениях с каждым матчем.
Сэйю: Аюму Мурасэ
Тобио Кагэяма (яп. 影山 飛雄 Кагэяма Тобио) — первоклассник старшей школы «Карасуно», позиция — связующий. Обладает очень высокой точностью паса. В средней школе «Китагава Дайти» товарищи по команде прозвали его «король площадки» из-за эгоизма и невозможных для приёма пасов, из-за чего Тобио злится, когда его так называют, однако после вступления в Карасуно постепенно меняется. Умеет выполнять подачу в прыжке. По высоким физическим показателям может также принимать позицию спайкера, данная система начала практиковаться в игре с Сэйдзё, когда вышел второй связующий команды — Сугавара. Изначально прямой спайк-выпад Кагэямы был сделан в игре Карасуно — Нэкома, при последнем касании Кагэямы, который шортом пробил по правому краю площадки вдоль линии. Также Кагэяма отличился в другом эпизоде после паса, который был более усовершенствованным быстрым с возможностью останавливаться в воздухе в необходимый для этого момент, этот пас предназначался для Хинаты в последней игре Карасуно против Фукуродани на летнем лагере. Кагэяма достаточно серьёзно относится к тренировкам, каждый раз усовершенствуя свои навыки, имеет хорошее физическое состояние, тренирует свои пальцы посредством отжиманий.
Сэйю: Кайто Исикава
Дайти Савамура (яп. 澤村 大地 Савамура Дайти) — капитан волейбольной секции и третьеклассник старшей школы «Карасуно», позиция — доигровщик. Является отличным капитаном, умеющим отлично воодушевлять товарищей по команде, но страшен в гневе.
Сэйю: Сатоси Хино
Коси Сугавара (яп. 菅原 孝支 Сугавара Ко:си) — вице-капитан волейбольной секции и третьеклассник старшей школы «Карасуно». Как и Кагэяма, является связующим, заменяет его в нужные моменты. Очень добрый и отзывчивый. Хорошо понимает чувства всех членов секции, за что его все любят.
Сэйю: Мию Ирино
Асахи Адзуманэ (яп. 東峰 旭 Адзуманэ Асахи) — третьеклассник старшей школы «Карасуно», занимает позиции доигровщика в общем и диагонального в частности. Отказывался возвращаться в команду из-за страха быть снова «заблокированным». Из-за высокого роста и крепкого телосложения его довольно часто принимают за хулигана. На самом же деле очень добр и раним, всегда чувствует большую ответственность за свои ошибки.
Сэйю: Ёсимаса Хосоя
Рюносукэ Танака (яп. 田中 龍之介 Танака Рю:носукэ) — второклассник старшей школы «Карасуно», позиция — доигровщик. Является стабильным и результативным игроком. Большинство комичных моментов возникают именно из-за него, например из-за его выражения лица и несдержанности. Любит, когда его называют сэмпаем.
Сэйю: Ю Хаяси
Ю Нисиноя (яп. 西谷 夕 Нисиноя Ю:) — второклассник старшей школы «Карасуно», либеро. Оправдывает свою позицию либеро, спасает мяч в большинстве случаев. Выбрал эту позицию, так как понимал, что она очень важная и интересная. Отказывался играть без Асахи.
Сэйю: Нобухико Окамото
Тикара Энносита (яп. 縁下 力 Энносита Тикара) — второклассник старшей школы «Карасуно», позиция — доигровщик.
Сэйю: Тосики Масуда
Кэй Цукисима (яп. 月島 蛍 Цукисима Кэй) — первоклассник старшей школы «Карасуно», центральный блокирующий, самый высокий игрок в команде. Он часто смотрит на Хинату свысока, заявляя, что тот не должен полагаться только на силу своих прыжков. Также он любит дразнить Кагэяму, называя его королём.
Сэйю: Коки Утияма
Тадаси Ямагути (яп. 山口 忠 Ямагути Тадаси) — первоклассник старшей школы «Карасуно», позиция — центральный блокирующий. Единственный первогодка, который, к своему разочарованию, не состоит в основном составе команды. Из-за этого решил научиться планирующей подаче у Макото Симады и стать пинч-подающим. Всегда ходит с Цукисимой после того, как тот спас его от задир в начальной школе.
Сэйю: Сома Сайто

## Критика
Haikyu!! была принята в общем положительно. На май 2020 года манга была издана в виде 338 млн копий, заняв 4-е место среди серий, выходивших в Weekly Shōnen Jump.
В 2016 году манга выиграла в категории сёнэн на 61-й премии манги Shogakukan.